# Thyene sexplagiata
Thyene sexplagiata là một loài nhện trong họ Salticidae.
Loài này thuộc chi Thyene. Thyene sexplagiata được Eugène Simon miêu tả năm 1910.